# مقاطعة هاريس (جورجيا)
مقاطعة هاريس (بالإنجليزية: Harris County)‏ هي إحدى المقاطعات في ولاية جورجيا في الولايات المتحدة الأمريكية.